# Katharinenkloster (Eisenach)

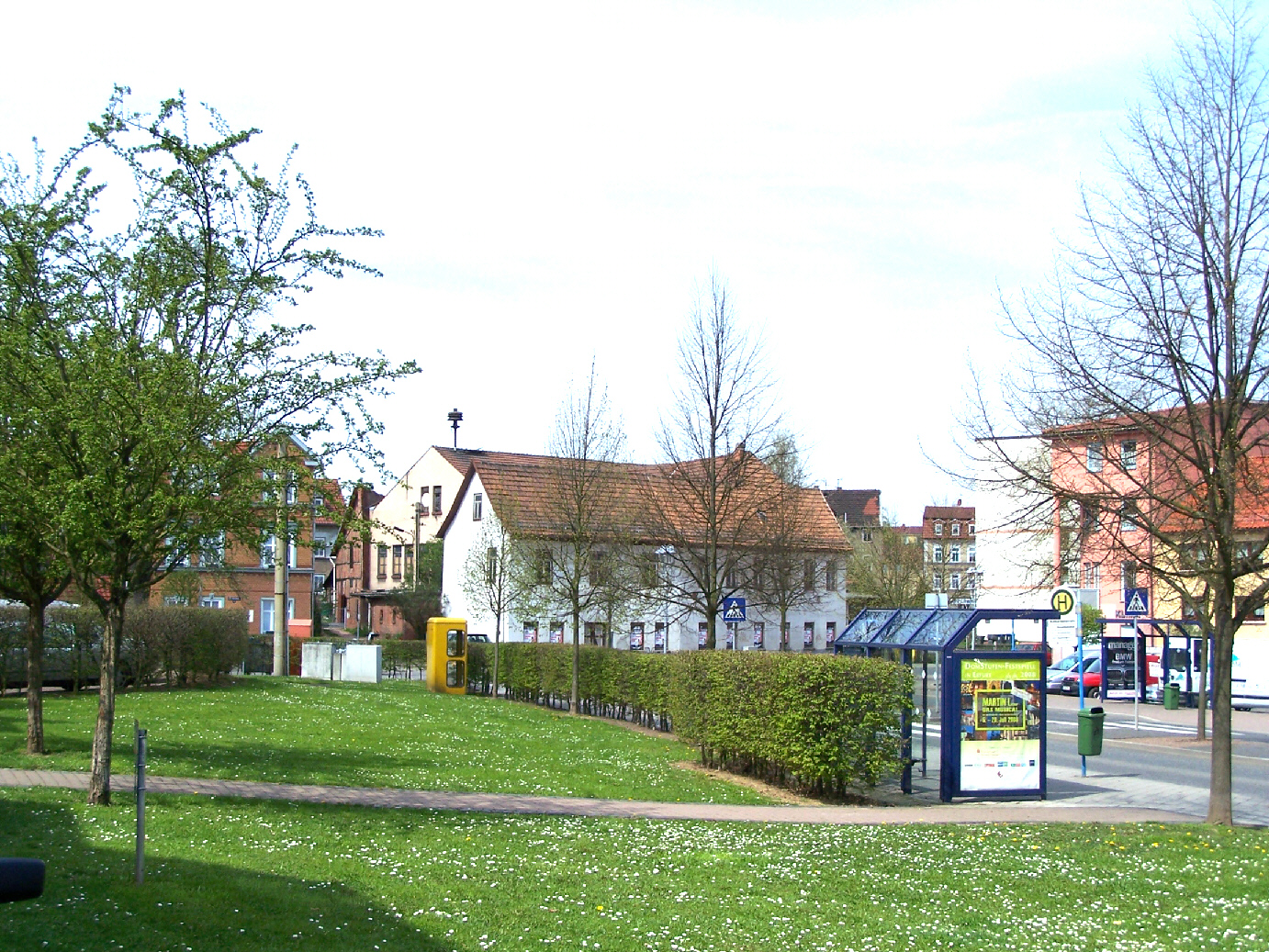
St. Katharinenkloster

Das einstige Katharinenkloster befand sich am westlichen Ende der Katharinenstraße, anfangs der Frankfurter- und der Kasseler Straße, in Eisenach. 

## Lage
Die verkehrsgünstige Lage am Schnittpunkt der westlichen Ausfallstraßen mögen für die Platzwahl ausschlaggebend gewesen sein. Auch war von diesem Punkt aus ein sehr kurzer und bequemer Zugang zur Wartburg über den Zeisiggrund möglich.

## Geschichte
Die Ansiedlung am Ehrensteig (Stiegk) stand über Jahrhunderte in einem besonderen Verhältnis zur Wartburg, sie war eine Art Wirtschafts- und Versorgungshof der Burg.
1214 wird als das Jahr der (abschließenden) Kirchweihe überliefert, bei der der Landgrafenhof zugegen war. Bereits 1208 hatte Papst Innozenz III. dem Abt des Klosters Pforta bei Naumburg (Saale) die geistliche Aufsicht über Äbtissin und Nonnen des noch im Aufbau befindlichen Eisenacher Katharinenklosters übertragen.
Auf Betreiben des Landgrafen ging das Kloster an den Zisterzienserorden über. Chronisten beschreiben das Kloster als eine ansehnliche Anlage mit einer stattlichen, noch im spätromanischen Stil erbauten und St. Katharina geweihten Kirche und einer Kapelle St. Johannis. Das Kloster gab vornehmlich adligen und vornehmen Damen aus dem Thüringer Lande Domizil; unter ihnen waren Angehörige der Geschlechter von Weingarten, von Farnrode, von Seebach, von Hopfgarten und von Goldacker bezeugt.
Als erste Äbtissin ist die junge Brabanter Herzoginwitwe Imagina von Loon überliefert, eine Nichte des Landgrafen, die die Bauarbeiten am Kloster nach Kräften förderte. Namhafte fürstliche Persönlichkeiten wählten sich das Katharinenkloster als Begräbnisstätte, unter ihnen Landgraf Hermann I. und seine Gattin Sophia, die Landgrafen Heinrich Raspe und Friedrich der Freidige.
Das Kloster war reich begütert und besaß zahlreiche Liegenschaften in Thüringen. Bei Carl Wilhelm Schumacher (1777) heißt es: „Es (das Kloster) lag vor dem Georgenthore am sogenannten Ehrensteige, wo sich die Landstraße nach Hessen wendet, und nahm den ganzen Platz... ein.“ Aus einer späteren Verwendung als Kornboden resultierte der noch lange Zeit bekannte Name des alten Kornhauses.
Reformation und Bauernkrieg brachten auch diesem Kloster das Aus. Schon um 1552 wurden die fürstlichen Särge zunächst nach Schloss Grimmenstein bei Gotha und 1615 nach Reinhardsbrunn überführt. Die Klostergebäude wurden umgenutzt: unter Herzog Johann Ernst, dem 1596 der Eisenacher Landesteil zufiel, als Zeughaus, unter Johann Georg I. als Kornspeicher, unter seinem Nachfolger als „Comödienhaus“.
Ein Teil der Fläche des Katharinenklosters ist seit Beginn des 20. Jahrhunderts mit dem früheren Volkshaus Stern bebaut. Seit 2019 läuft nach einem Teilabriss des Stern eine archäologische Untersuchung des Geländes.